# Gamander
Gamander (Teucrium chamaedrys) är en 10–15 centimeter vintergrön perenn av släktet gamandrar. Den har små, rosa blommor.
Gamandern växer ej vilt i Sverige, men odlas som trädgårdsväxt. Den tål ganska hård klippning, och kan formas till en låg häck.
Några individer når en höjd av 30 cm. Gamander blommar i juli och augusti. Bladen har en grön till violett färg samt en oval grundform med tänder. Arten behöver en varm plats. Den bildar vanligen grupper.
Gamander användes tidigare mot gikt och problem med ämnesomsättningen samt under bantningsprocessen. Växten kan däremot orsaka leverskador och gulsot.
Arten förekommer i stora delar av Europa, norra Afrika och norra Asien. Den blev introducerad i Storbritannien och Irland. Exemplaren hittas på ängar, i buskskogar och i skogar ofta nära klippor och murar. Vanligen pollineras växten av bin men i vissa fall kan den pollinera sig själv.
Några exemplar samlas och används som medicinalväxt. Hela populationen anses vara stabil. IUCN listar arten som livskraftig (LC).